# Così fan tutte
Così fan tutte, ossia La scuola degli amanti [koˈzi ˈfan ˈtutte] (título original en italiano; en español, Así hacen todas o La escuela de los amantes) es un drama jocoso en dos actos con música de Wolfgang Amadeus Mozart y libreto en italiano de Lorenzo da Ponte. Lleva por número KV 588. La primera vez que se representó Così fan tutte fue en el Burgtheater de Viena, el 26 de enero de 1790.
Così fan tutte es una de las tres óperas de Mozart para las que Da Ponte escribió el libreto. Las otras dos colaboraciones entre Da Ponte y Mozart fueron Las bodas de Fígaro y Don Giovanni.
Aunque normalmente se dice que fue creada debido a la sugerencia del Emperador José II de Habsburgo, recientes investigaciones no apoyan esta idea. Hay evidencia de que el contemporáneo de Mozart, Antonio Salieri intentó musicalizar el libreto, pero lo dejó inacabado. En 1994, John Rice descubrió dos terzetti de Salieri en la Biblioteca Nacional de Austria.
La traducción literal del título es "Así hacen todas (las mujeres)", y menos literalmente: "lo mismo hacen todas" o "Las mujeres son así". Estas palabras son cantadas por los tres hombres cuando hablan del voluble amor femenino, en el segundo acto, cuadro III, justo antes del finale. Da Ponte había usado el verso "Così fan tutte le belle" antes en Las bodas de Fígaro (en el acto I, escena 7).
Musicalmente hablando, los críticos destacan la simetría de Così: dos actos, tres hombres y tres mujeres, dos parejas, dos personajes al extremo (Don Alfonso y Despina), prácticamente el mismo número de arias para todos los solistas. Para otros críticos, la simetría era un valor propio de la ópera italiana del siglo XVIII y por tanto poco destacable (véase Alier). Todos coinciden en destacar la abundancia de partes dedicadas a los conjuntos: fuera de los finales, Mozart compuso seis dúos, cinco tríos, un cuarteto, dos quintetos y tres sextetos.

## Historia de las representaciones
La primera representación de la ópera de Mozart tuvo lugar en el Burgtheater de Viena el 26 de enero de 1790. El éxito de la ópera fue discreto. Se representó solamente cinco veces antes de que la muerte del emperador José II cerrara los teatros durante el período de duelo en la corte. Se representó dos veces en junio de 1790, con el compositor dirigiendo la segunda representación, y de nuevo en julio (dos veces) y agosto (una vez). Después de eso no se interpretó en Viena en vida de Mozart. La crítica tampoco la recibió con particular interés, pues parecía un retroceso respecto a las dos óperas anteriores, Las bodas de Fígaro y Don Giovanni. En España se estrenó en 1798 en el Teatro de la Santa Cruz de Barcelona, siendo la primera ópera de su autor que se representaba en la península ibérica. La primera representación británica tuvo lugar en mayo de 1811, en el King's Theatre, Londres. Così fan tutte no se representó en los Estados Unidos hasta 1922, cuando se ofreció en el Metropolitan Opera.
El tema de la trama (véase "Argumento" más abajo) no ofendió las sensibilidades vienesas de la época, pero a lo largo del siglo XIX y principios del XX fue considerada atrevida. La ópera fue representada raras veces, y cuando apareció se presentó en uno de los varios libretos de expurgados.
Después de la Segunda Guerra Mundial, recuperó su lugar en el repertorio operístico estándar.
Così fan tutte sigue siendo una de las óperas más populares; en las estadísticas de Operabase Archivado el 14 de mayo de 2017 en Wayback Machine. aparece la n.º 11 de las cien óperas más representadas en el período 2005-2010, siendo la 4.ª en italiano y la cuarta de Mozart, después de La flauta mágica, Las bodas de Fígaro y Don Giovanni.

## Personajes
| Personaje                                                                 | Tesitura     | Elenco del estreno, 26 de enero de 1790 (Director de orquesta: Wolfgang Amadeus Mozart) |
| ------------------------------------------------------------------------- | ------------ | --------------------------------------------------------------------------------------- |
| Fiordiligi, dama de Guglielmo y hermana de Dorabella, viviendo en Nápoles | soprano      | Adriana Ferrarese                                                                       |
| Dorabella, dama de Ferrando y hermana de Fiordiligi, viviendo en Nápoles  | mezzosoprano | Louise (Luisa) Villeneuve                                                               |
| Guglielmo un soldado enamorado de Fiordiligi                              | barítono     | Francesco Benucci                                                                       |
| Ferrando un soldado enamorado de Dorabella                                | tenor        | Vincenzo Calvesi                                                                        |
| Despina, una doncella                                                     | soprano      | Dorotea Bussani                                                                         |
| Don Alfonso, un viejo filósofo                                            | bajo         | Francesco Bussani                                                                       |
| Coro: soldados, sirvientes, marineros                                     |              |                                                                                         |

En época de Mozart, la definición de las voces era más general: Fiordiligi (soprano), Dorabella (soprano), Guglielmo (bajo), Ferrando (tenor), Despina (soprano), Don Alfonso (bajo).
Ocasionalmente las categorías de voces señaladas aquí varían en la práctica de las representaciones. Don Alfonso es interpretado con frecuencia por barítonos como Thomas Allen y Bo Skovhus y Despina es a menudo interpretada por una mezzosoprano, como Cecilia Bartoli, Frederica von Stade y Agnes Baltsa. La música de Guglielmo queda más abajo que la de Alfonso, y de conformidad con ello ha sido representado por bajos como James Morris y Wladimiro Ganzarolli, y Dorabella es ocasionalmente (aunque mucho menos a menudo que las otras dos circunstancias aquí citadas) interpretada por una soprano. Ferrando y Fiordiligi, sin embargo, solamente pueden ser cantados por un tenor y una soprano debido a la exigente tesitura aguda de sus voces.

## Argumento
Mozart y Da Ponte tomaron como tema el "intercambio de parejas", que se remonta al siglo XIII, con notables antecedentes como el Decamerón de Boccaccio y el Cimbelino de Shakespeare. También están presentes elementos de otra obra de Shakespeare, La fierecilla domada. Más aún, incorpora elementos del mito de Procris, tal y como se encuentra en las Metamorfosis, de Ovidio, vii.
Lugar: Nápoles.
Tiempo: en el siglo XVIII.

### Acto I
Escena 1: Terraza de un café
En un café, Ferrando y Guglielmo, dos oficiales, manifiestan que sus novias les serán eternamente fieles. Don Alfonso se une a ellos y hace una apuesta de cien monedas de oro (cequíes) con los dos oficiales, diciendo que él puede probar en un solo día que estas dos mujeres (como todas las mujeres) son volubles. Aceptan la apuesta: los dos oficiales fingirán que les llaman a la guerra; luego volverán disfrazados y cada uno intentará enamorar a la amada del otro.
Las dos mujeres, que son hermanas, están alabando a sus enamorados (Ah, guarda, sorella—"Ah, mira, hermana"). Alfonso llega y anuncia las malas noticias: los oficiales han sido llamados a la guerra. Ferrando y Guglielmo llegan, con el corazón roto, y se despiden de ellas (quinteto: Sento, o Dio, che questo piedo è restio—"Siento, oh Dios, mis pies están reacios"). Conforme el barco se aleja hacia alta mar, Alfonso y las dos hermanas les desean un buen viaje (trío: Soave sia il vento—"Que el viento sea suave") luego Alfonso, que se ha quedado solo, se regodea prediciendo que las mujeres (como todas las mujeres) serán infieles (arioso: Oh, poverini, per femmina giocar cento zecchini?—"Oh, pobrecitos, apostarse 100 monedas a una mujer").
Escena 2: Una habitación en casa de las hermanas
Despina, su doncella, llega y les pregunta qué va mal. Dorabella se lamenta por haber sido abandonada (aria: Smanie implacabili—"Tormentos implacables"). Despina se burla de las hermanas, aconsejándoles tomar nuevos amantes que reemplacen a los antiguos (aria: In uomini, in soldati, sperare fedeltà?—"En hombres, en soldados, ¿esperáis fidelidad?"). Después de su marcha, llega Don Alfonso. Teme que Despina reconozca a los hombres a pesar de sus disfraces, así que la soborna para que le ayude a ganar la apuesta. Llegan los dos hombres, disfrazados como albaneses con bigotes. Entran las hermanas y se alarman por la presencia de desconocidos en su casa. Los "albaneses" intentan conquistarlas, sin éxito. Fiordiligi manifiesta que será leal  (aria: Come scoglio—"Como una roca"). Acto seguido, Guglielmo señala sus encantos masculinos (aria: Non siate ritrosi—"No seas tímida"), pero las hermanas se escapan. Gugliemo y Alfonso se retiran. Ferrando, que se queda solo y cree que va a ganar, alaba a su amor (aria: Un'aura amorosa—"Una brisa amorosa").
Escena 3: Un jardín
Las hermanas se lamentan de su situación (Ah, che tutta in un momento, si cangiò la sorte mia—"Ah, cómo en un momento y del todo ha cambiado mi suerte"). De repente entran los "albaneses" y amenazan con envenenarse con arsénico por ser objeto de crueldad de parte de las hermanas, como han orquestado con Alfonso. Don Alfonso, que entra con ellos, intenta calmarlos. Sin embargo, los "albaneses" beben el "veneno" y se desmayan. Poco después, llega un médico, que no es otro que Despina disfrazada. Usando un gran imán el falso médico (véase magnetismo animal), consigue revivir a los "albaneses". 
Los hombres, "recuperados" pero fingiendo sufrir una alucinación, exigen un beso de las diosas que están ante ellos (Dove son? Che loco è questo?—"¿Dónde estoy? ¿Qué lugar es este?"). Las hermanas los rechazan, aunque Don Alfonso y el doctor (Despina) les instan a que lo hagan, ya que es todo efecto del magnetismo y del envenenamiento. 

### Acto II
Escena 1: Dormitorio de las hermanas
Despina pide a las hermanas que accedan a los deseos de los "albaneses" (aria: Una donna a quindici anni—"Una mujer de quince años"). Después de que ella se va, Dorabella confiesa a Fiordiligi que se siente tentada, y las dos se muestran conformes en que un mero flirteo no hará daño y las ayudará a pasar el rato hasta que regresen sus amados (dueto: Prenderò quel brunettino—"Yo tomaré al morenito").
Escena 2: El jardín
En el jardín de la casa llegan los "albaneses" acompañados por un coro, cantando a las hermanas (Secondate, aurette amiche, secondate i miei desiri—"Secundad, brisas amigas, secundad mis deseos"). Ni ellos ni las hermanas se animan a iniciar una conversación, así que Despina y Don Alfonso los emparejan (La mano a me date, movetevi, un po'!—¡Dadme la mano, moveos un poco!), antes de dejarlos solos.
Dorabella quedó emparejada con Guglielmo y Fiordiligrli, con Ferrando. Empiezan una conversación es bastante incómoda. Fiordiligli propone a Ferrando dar una caminata y se marchan juntos. Ahora que están solos, Guglielmo intenta cortejar a Dorabella. Esta no se resiste mucho y acaba entregándole un medallón, con el retrato de Ferrando en su interior, a cambio de un dije con forma de corazón (dueto: Il core vi dono—"Te entrego mi corazón").
Ferrando tiene menos éxito con Fiordiligi. La joven entra huyendo del "albanés" y le pide que se marche, ante lo cual, el "albanés" se lamenta (aria: Ah, lo veggio—"Ah, ya veo"). Cuando su falso pretendiente sale de escena, Fiordiligi se arrepiente de su debilidad (aria: Per pietà, ben mio, perdona—"Por favor, amado mío, perdona").
Ferrando comparte la alegría por su "triunfo" con Guglielmo, convencido de que ambas hermanas son fieles. Guglielmo lo desmiente y Ferrando se desespera cuando descubre que el medallón con su retrato ha sido tan rápidamente entregado al nuevo amante. Guglielmo al principio simpatiza con Ferrando, (aria: Donne mie, la fate a tanti—"Señoras mías, se lo hacéis a tantos"), pero luego presume, porque su enamorada le es fiel. 
Ferrando admite que, a pesar de la traición de Dorabella, todavía siente que la ama (Tradito, schernito dal perfido cor—"Traicionado, burlado, por ese pérfido corazón"). Don Alfonso advierte a Guglielmo que pronto cambiarán las cosas y que todavía no puede tenerse por ganador de la apuesta.
Escena 3: La habitación de las hermanas
Dorabella admite su indiscreción ante Fiordiligi (È amore un ladroncello—"El amor es un ladronzuelo"). Fiordiligi, disgustada, decide disfrazarse de hombre con un uniforme que Ferrando dejó en la casa y hacer que Dorabella se disfrace con el de Guglielmo, para seguir al ejército y encontrar a sus enamorados. No lo sabe, pero tanto Guglielmo como Alfonso la observan.
Fiordiligli fantasea con volver a estar entre los brazos de Guglielmo (Fra gli amplessi—"En los abrazos"). Sin embargo, antes de que pueda marcharse, llega Ferrando todavía disfrazado. Ella le dice que se vaya, pero el "albanés" le ruega que lo mate para dejar de sufrir por su amor. Fiordiligli empieza a flaquear y, al final, acaba entre los brazos de Ferrando. La pareja abandona la escena.
Guglielmo queda afligido y se queja de la infidelidad de Fiordiligli. Vuelve a entrar Ferrando, que se burla de él, como antes se había burlado Guglielmo de Ferrando. Los amigos preguntan a Don Alfonso cómo castigar a las hermanas. Alfonso les dice que se casen con ellas y que acepten que così fan tutte ("todas las mujeres hacen lo mismo"). Ferrando y Guglielmo terminan admitiéndolo y los tres hombres cantan al unísono la frase que da nombre a la ópera.
Escena 4
La escena comienza como una doble boda para las hermanas y sus novios "albaneses". Ferrando, Dorabella y Fiordiligli brindan por su amor (E nel tuo, nel mio bicchiero si sommerga ogni pensiero—"Y en tu vaso, y en el mío quede sumergido cualquier pensamiento"), mientras que Guglielmo sigue amargado por lo ocurrido (Ah, bevessero del tossico, queste volpi senze onor!—"¡Ah, ojalá bebieran un veneno esas zorras sin honor!).
Llega Despina, disfrazada de notario. Presenta el contrato de matrimonio y todos lo firman. Justo entonces se oye música militar a lo lejos, anunciando el regreso de los oficiales. Don Alfonso confirma los temores de las jóvenes: Ferrando y Guglielmo regresan. Los "albaneses" corren a esconderse para sacarse el disfraz, mientras las hermanas se desesperan por lo que puede ocurrir (Mille barbari pensieri—"Mil pensamientos terribles"). 
Entran Ferrando y Guglielmo, en sus uniformes, manifestando su amor por las hermanas y afirmando que las premiarán por su fidelidad. Dorabella y Fiordiligli no saben qué responder y, cuando los soldados lo notan, Don Alfonso dice que se han quedado mudas de alegría. 
Guglielmo descubre a Despina disfrazada. La doncella dice estar volviendo, disfrazada, de un baile. Mientras que los hombres se sorprenden por su astucia (y Despina se alaba a sí misma) las hermanas no saben qué pensar. Los soldados "encuentran" el contrato nupcial que Alfonso dejó caer al suelo y fingen enfadarse. Las hermanas reconocen su culpa, pero también se escudan en que fueron objeto de un juego cruel de don Alfonso y  Despina.
Don Alfonso dice que es verdad, y que la prueba está escondida "allí" (señalando la habitación donde se habían ocultado los "albaneses" poco antes). Ferrando y Guglielmo entran a la habitación y vuelven a salir con los disfraces de albaneses en la mano o a medio poner (según la puesta en escena). Se burlan de las mujeres, incluida Despina, y revelan que la doncella fue el médico. Las hermanas se dan cuenta de que han sido engañadas y culpan de todo a Don Alfonso. Este justifica su accionar y les aconseja a las parejas que se perdonen.
Al final, el grupo entero alaba la habilidad para aceptar todos los momentos de la vida, tanto los buenos como los malos, con la moraleja: feliz aquel que todo lo toma por el lado bueno. Dependiendo de la puesta en escena, las parejas pueden reconciliarse o, por el contrario, permanecer separadas.

## Análisis musical

### Instrumentación original
Maderas a 2, 2 trompas, 2 trompetas, timbal, percusión y cuerdas. Y, para los recitativos secos, clave y violonchelo.

### Libreto
El libreto Così fan tutte es obra de Lorenzo da Ponte. Es la tercera colaboración magistral entre libretista y compositor. Parece ser que el tema fue indicado por el propio emperador José II que había encargado la ópera. Da Ponte usó una trama muy lineal, sin episodios secundarios de relleno, con las tramas de la ópera bufa. El tema de la fidelidad de las novias puesta a prueba tenía antecedentes en la ópera bufa, con Wieland y Goldoni. Pero, aun antes, ya fue tratado por Ovidio o por Ariosto.

### Estructura musical

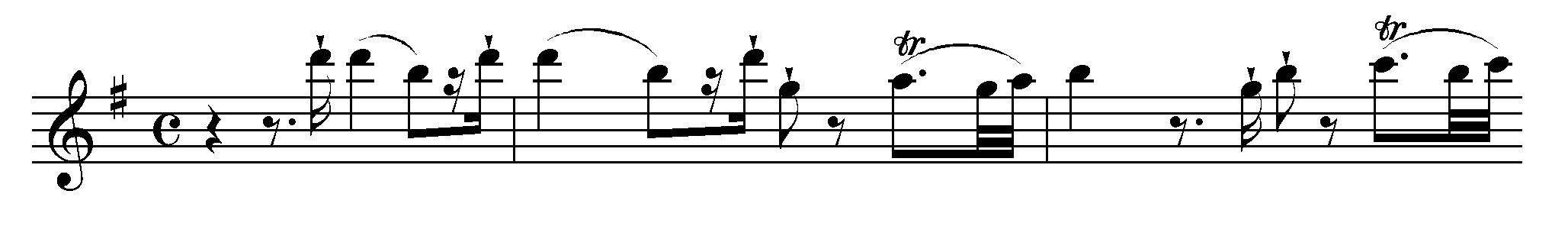
Primeras notas de Così fan tutte

Después de una obertura que expresa el tono juguetón de la ópera, se suceden números individuales y de conjunto. Se profundiza la tendencia de sustituir progresivamente las arias por números colectivos.
Estructura general:
Obertura
Acto 1:
N.º 1 Terceto Ferrando, Guglielmo y Don Alfonso: La mia Dorabella capace non è
N.º 2 Terceto Ferrando, Guglielmo y Don Alfonso: È la fede delle femmine
N.º 3 Terceto Ferrando, Guglielmo y Don Alfonso: Una bella serenata
N.º 4 Dúo Fiordiligi y Dorabella: Ah guarda sorella
N.º 5 Aria Don Alfonso Barbaro fato! Vorrei dir e cor non ho
N.º 6 Quinteto: Sento, oh Dio, che questo piede
N.º 7 Dueto: Al fato dan legge
N.º 8 Coro: Bella vita militar
N.º 9 Quinteto: Di scrivermi ogni giorno
N.º 10 Terceto: Soave sia il vento.
N.º 11 Aria Dorabella: Smanie implacabili
N.º 12 Aria Despina: In uomini, in soldati
N.º 13 Sexteto: Alla bella Despinetta
N.º 14 Aria Fiordiligi: Come scoglio
N.º 15 Aria Guglielmo: Non siate ritrosi
N.º 16 Terceto Ferrando, Guglielmo y Don Alfonso: E voi ridete?
N.º 17 Aria Ferrando: Un'aura amorosa
N.º 18 Finale
Acto 2:
N.º 19 Aria Despina: Una donna a quindici anni
N.º 20 Dúo Fiordiligi y Dorabella: Prenderò quel brunettino
N.º 21 Dúo Ferrando y Guglielmo con Coro: Secondate aurette amiche
N.º 22 Cuarteto: La mano a me date, movetevi un po'
N.º 23 Dúo Guglielmo y Dorabella: Il core vi dono
N.º 24 Aria Ferrando: Ah, lo veggio!
N.º 25 Rondó Fiordiligi: Per pietà, ben mio, perdona
N.º 26 Aria Guglielmo:Donne mie, la fate a tanti
N.º 27 Cavatina Ferrando: Tradito, schernito dal perfido cor
N.º 28 Aria Dorabella: È amore un ladroncello
N.º 29 Dúo Fiordiligi y Ferrando: Fra gli amplessi
N.º 30 Andante Don Alfonso, Ferrando y Guglielmo: Tutti accusan le donne
N.º 31 Finale
De las doce arias y una cavatina, destacan:
- Las dos arias de Despina, muy graciosas hablando si los hombres son en verdad fieles: (n.º 12: In uomini, in soldati) y (n.º 19: Una donna a quindici anni).
- Las dos arias de Fiordiligi, grandes escenas virtuosísticas, que parodian el estilo de ópera seria: (n.º 14: Come scoglio immoto resta) y (n.º 25: Per pietà, ben mío, perdona).
- Las dos arias de Dorabella, la primera muy ágil: (n.º 11: Smanie implacabili) y (n.º 28: E amore un ladroncello).
- Las dos arias y cavatina de Ferrando, en particular la primera de ellas, dulce y delicada: n.º 17: Un’aura amorosa del nostro tesoro, n.º 24: Ah, lo veggio! y n.º 27: Tradito, schernito dal perfido cor.
- Las dos arias de Guglielmo, tan graciosas como las de Despina: (n.º 15: Non siate ritrosi) y (n.º 26: Donne mie, la fate a tanti)

Pero la trama avanza con números de conjunto: un sexteto, dos quintetos, un cuarteto, cinco tercetos, cinco duetos, un duetino y dos finales. El momento más sublime quizá sea el breve terceto entre Fiordiligi, Dorabella y Don Alfonso (n.º 10), Soave sia il vento.
No obstante, hay otros conjuntos que se recuerdan de la obra:
N.º 4 Dúo Fiordiligi y Dorabella: Ah guarda sorella
N.º 6 Quinteto: Sento, oh, Dio, che questo piede
N.º 8 Coro: Bella vita militar
N.º 13 Sexteto: Alla bella Despinetta
N.º 20 Dúo Fiordiligi y Dorabella: Prenderó quel brunettino
N.º 23 Dúo Guglielmo y Dorabella: Il core vi dono
N.º 29 Dúo Fiordiligi y Ferrando: Fra gli amplessi
Los dos finales son ricos en melodías y cambios rítmicos, hacia un virtuoso presto que culmina cada final. El primer finale comienza con un duetino entre Dorabella y Fiordiligi, "Ah, che tutta in un momento",  y poco a poco cada personaje va entrando en escena con aceleración en el tiempo, y en ocasiones cambio de tonalidad, culminando con todos los personajes.
El segundo finale es más breve, comenzando en la escena del matrimonio en la que canta un coro junto con los solistas, y culminando en una discreta entrada de las maderas que llega finalmente a la entrada de la orquesta en el septeto final.

### Valoración
Se trata de la tercera colaboración entre Mozart y Lorenzo da Ponte, en la más incomprendida de sus creaciones. No hay una densa trama dramática, ni personajes complejos en los que profundizar.
Desde el punto de vista narrativo, Mozart se centra en la simetría de los personajes y de las situaciones, en un “juego de equilibrios narrativos y de correspondencias musicales”. En cuanto a la perspectiva musical es la más hermosa de sus últimas óperas, presenta “novedades en el tratamiento orquestal”, pues “logra aquí una nueva perfección sonora, etérea, transparente, enrarecida, que acompaña mórbidamente a la estilización descriptiva: acentuaciones discretas, matices, sobreentendidos en lugar de violentos subrayados de afectos” (A. Poggi).
Se trata de una obra que fascina por su “juego de simetrías, el encanto de sus arias, sus magníficas partes de conjunto y la melancolía de su final feliz” (Luca Tutino).

## Adaptaciones modernas
La obra teatral Così, escrita por el dramaturgo Louis Nowra en los setenta, representa enfermos mentales de un hospital mental de Melbourne. Piden a un joven director que represente una obra con los pacientes, y un paciente obsesionado con Mozart asegura que la producción es Così fan tutte, a pesar del hecho de que ninguno de ellos hable italiano o sepa cantar.
Como ocurre con otras músicas de Mozart, se han utilizado fragmentos de esta ópera en varias películas. Sunday Bloody Sunday 1971 La Gueule ouverte, una película dramática francesa del año 1974, realizada por el controvertido director Maurice Pialat, usó extractos de la ópera durante escenas de adulterio que involucran al esposo de la protagonista y a sus amantes, así como su hijo y sus amantes.
Entre las películas más recientes, cabe citar Closer, del 2004, y The House of Mirth, del 2000, en la que pueden oírse la obertura y las piezas "La mia Dorabella" y el trío "Soave sia il vento", considerado una de las joyas de la literatura lírica mozartiana.
En el año 2020 se produjo en Finlandia, en el contexto de la pandemia de Covid 19, una adaptación moderna titulada ¨Covid fan tutte¨ en la cual un elenco de actores interpreta una ópera de Wagner, pero se ven interrumpidos por una mensajera que les indica que debido a la aparición de la pandemia y su impacto mundial la dirección teatral ha decidido y ordenado cambiar el tema de la ópera, por puestas en escenas donde se satiriza la situación cotidiana de las personas ante este nuevo virus. La música es totalmente de Mozart y sobre todo de la ópera Cosi fan tutte, si bien también hay fragmentos de Don Giovanni.
WMSE (91.7 FM, en Milwaukee, WI) retransmitió una adaptación, a cargo del Wisconsin Hybrid Theater, de la historia, sin la música de Mozart, como un western en el 2011.

## DVD
- Katharina Kammerloher, Dorothea Roschmann, Hanno Muller-Brachmann, Werner Gura, Daniela Bruera, Roman Trekel, Director: Doris Dorrie, Daniel Barenboim, Staatsoper Berlin

- Barbara Bonney, Elina Garanca, Stèphane Degout, Ruggero Raimondi, Director: Patrice Chereau, Daniel Harding

- Ainhoa Garmendia, Anke Vondung, Luca Pisaroni, Nicolas Rivenq, Topi Lehtipuu, Miah Persson, Iván Fischer, Orchestra of the Age of Enlightenment, Glyndebourne Festival 2006 (existe también en Blu-ray)

- Luis Lima, Delores Ziegler, Ferruccio Furlanetto, Edita Gruberova, Teresa Stratas, Paolo Montarsolo, Jean-Pierre Ponnelle, Nikolaus Harnoncourt, Viena Opera

- Helen Donath, Thomas Allen, Sophie Koch, Ana María Martínez, Shawn Mathey, Stèphane Degout Conductor: Manfred Honeck, Festival de Salzburgo 2006